# حلقه ذخیره

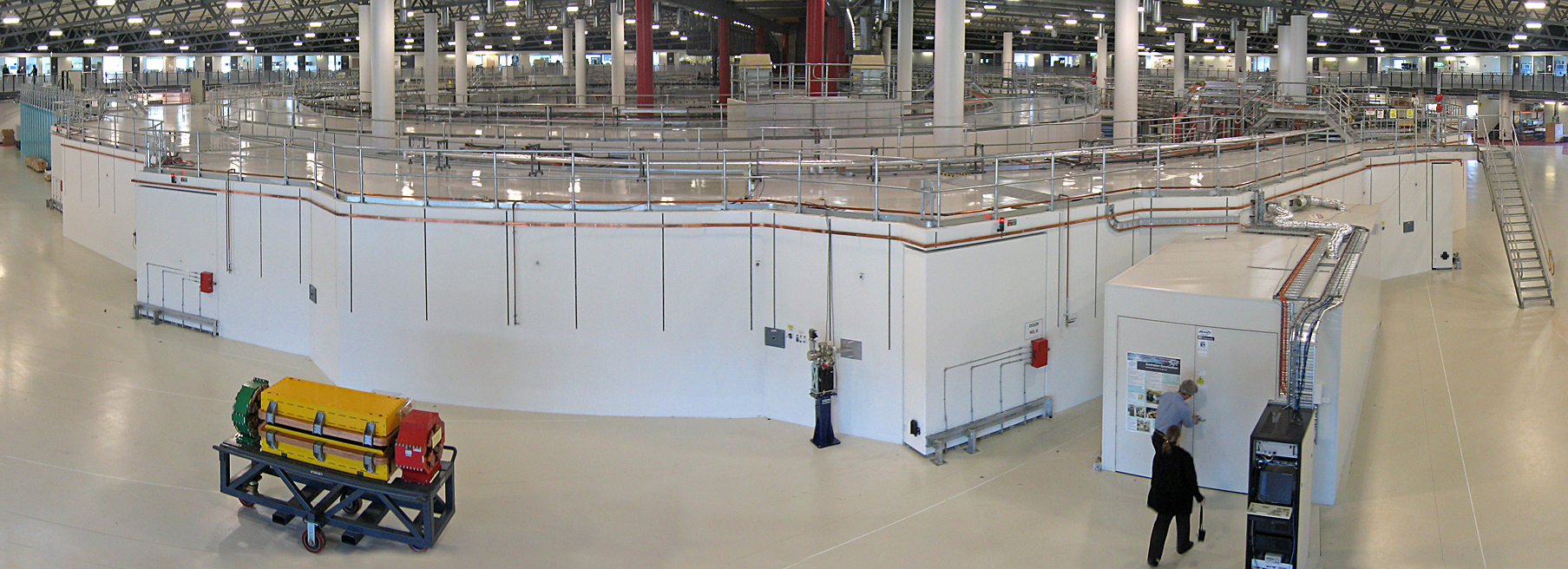
نمایی از حلقهٔ ذخیره‌سازی ۲۱۶ متری که در این تصویر از فضای داخلی تأسیسات سینکروترون استرالیا غالب است. در وسط حلقهٔ ذخیره‌سازی، حلقهٔ تقویت کننده و لیناک قرار دارد.

حلقه‌های ذخیره یا حلقه های انبارنده (Storage Ring)  نوع خاصی از شتاب دهنده ذرات از نوع سینکروترون اند که در واقع هدف اصلی آنها شتاب دادن نیست بلکه نگهداری پرتو ذرات برای مدت طولانی با همان انرژی اولیه. این حلقه‌های ذخیره معمولاً به عنوان مرحله وسط یا آخر پس از شتاب‌دهنده‌های خطی یا سینکروترون اصلی نصب میشوند. پرتو ذرات پس از تزریق شدن به داخل حلقه ذخیره تا مدت‌های زیاد به چرخش خود ادامه میدهد تا اینکه یا به خودی خود بر اثر واپاشی یا بر اثر برخورد با ذرات باقیمانده در فضای داخل حلقه از بین بروند. در نتیجه در مقایسه به سنکروترون‌های مرحله اول که مختص شتاب دادن هستند میبایست که خلاء ایجاد شده داخل این شتاب دهنده‌ها از کیفیت بسیار بالایی برخوردار باشد.

## موارد کاربرد
نگاهداری پرتو ذرات کاربردهای مختلف دارد. حلقه‌های ذخیره برای الکترون‌ها برای تولید نور در اصل تابش سنکروترون استفاده می‌شود. به این دسته از شتاب دهنده‌ها منبع نور (Light Source) گفته می‌شود. نور ایجاد شده از این منابع نور استفاده‌های مختلفی در زمینه‌های فیزیک کاربردی و زیست‌شناسی دارد.
حلقه‌های ذخیره یون‌های سنگین معمولاً برای انجام آزمایش‌های فیزیک بنیادی استفاده می شوند. از جمله این آزمایش‌ها تعین جرم و طول عمر هسته‌های نا پایدار میباشد که در اصل نقش بسیار مهمی در محاسبه نرخ و جهت واکنش‌های مربوط به اخترفیزیک هسته‌ای ایفا میکند.

## ابزار های مورد استفاده
حلقه‌های ذخیره شامل عده زیادی از ابزارهای آزمایشگاهی میباشند تا انجام و تنظیم آزمایش‌ها به نحو مؤثر ممکن بشود. از این جمله می توان نام برد:
- انواع آشکارساز های ذرات از نوع مخرب یا غیر مخرب. مثلاً سوسوسنج
- خنک کننده برای سرمایش باریکه ذرات
- هدف گازی (استفاده از گازهای نجیب به عنوان جسم در حال تحقیق)

## حلقه های ذخیره موجود در دنیا
سیاهه ای ناکامل از اسامی حلقه‌های ذخیره برای یون‌های سنگین در مؤسسات تحقیقاتی دنیا:
- [۱] Rare RI RING در موسسه RIKEN [۲] در شهر سایتاما ژاپن. این حلقه از نوع ایزوکرونی میباشد.
- CSRe در موسسه فیزیک مدرن IMP [۳] در شهر لانژو چین
- ESR [۴] در مرکز تحقیقات ذرات سنگین هلمهولتز [۵] GSI در شهر دارمشتات آلمان